# Túnel Santa Bárbara
O Túnel Santa Bárbara localiza-se na cidade e estado do Rio de Janeiro, no Brasil. Liga os bairros do Catumbi (Avenida 31 de Março) e Laranjeiras (Rua Pinheiro Machado), evitando a passagem pelo Centro do trânsito entre a Zona Norte e a Zona Sul da cidade.

## História

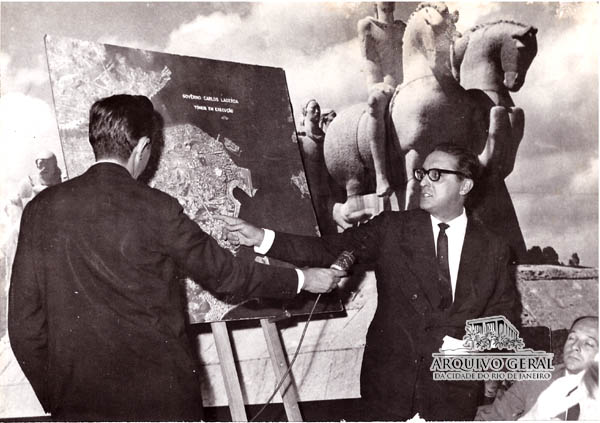
Governador Carlos Lacerda expõe o projeto do túnel Santa Bárbara

As suas obras foram iniciadas em 1947 mas apenas concluídas em 1963, tendo sido inaugurado em 22 de abril de 1964. A demora justificou-se pela necessidade de desapropriação judicial de setenta e cinco imóveis (trinta e dois pelo lado de Laranjeiras e quarenta e três pelo Catumbi), o que acarretou, inclusive, dificuldades para o estabelecimento dos canteiros de obras. Por se tratar de um túnel de apenas uma galeria, verificou-se que o fluxo de carros em sentido contrário não permitia a dissipação de poluentes no ar, o que levou à instalação do atual muro que divide os dois sentidos de fluxo do túnel, com a reinauguração do mesmo em 1992.
Durante sua construção, 18 operários faleceram. Para homenageá-los, uma arte da pintora Djanira, feita de azulejos, foi instalada no túnel. Devido à degradação da obra de arte por causa da umidade, a mesma foi posteriormente realocada para o Museu Nacional de Belas Artes.
Seu projeto original faz parte do complexo viário da Linha Lilás, via expressa inclusa no Plano Doxiadis.
Ainda antes de sua efetiva inauguração, o túnel atraia o interesse popular pelas suas características, em especial o tamanho, com manchetes de jornal chegando a incluir sobre o túnel: "Entregue ao público o maior túnel da cidade - Orgulho da engenharia brasileira - Uma capela original como atração turística".

## Características
Com uma galeria de 1.357 metros de comprimento por 17,5 m de largura e quatro pistas de rolamento, foi o primeiro grande túnel aberto na cidade e o primeiro a ter ventiladores. À época foi considerado o maior da América do Sul e um dos mais modernos do mundo.
Para o seu acesso foram construídos:
- na embocadura Sul, o Viaduto Engenheiro Noronha, sobre a rua das Laranjeiras, tendo sido alargadas para pista dupla as ruas Pinheiro Machado e Farani. Este viaduto, com 356 metros de comprimento, possuía, à época, o maior vão livre em concreto protendido da América do Sul, com 56 metros.
- na embocadura Norte, o Viaduto Doutor Agra, sobre a rua do mesmo nome, além do asfaltamento de todas as ruas do Catumbi e a nova canalização do rio Papa-Couve.

Atualmente dividido em duas galerias, o túnel possui sistema de controle de poluição. Com um tráfego de 100 mil veículos por dia, fecha para manutenção e limpeza às segundas (sentido laranjeiras) e às quartas-feiras (sentido catumbi), das 23h50min às 4h30min, exceto nos feriados.